# Look into the Future
| 전문가 평가                      | 전문가 평가 |
| 평가 점수                        | 평가 점수   |
| 출처                             | 점수        |
| -------------------------------- | ----------- |
| AllMusic                         | [ 1 ]       |
| Collector's Guide to Heavy Metal | 5/10        |

《Look into the Future》는 1976년 1월, 컬럼비아 레코드가 발매한 미국의 록 밴드 저니의 두 번째 스튜디오 음반이다.

## 배경
두 번째 음반에서 저니 멤버들은 데뷔 음반에서 보여준 지나친 프로그레시브 성향을 줄이고 보다 집중된 접근 방식을 취했다. 그럼에도 불구하고 《Look into the Future》는 타이틀 곡과 〈I'm Gonna Leave You〉를 포함해 데뷔 음반의 실험적인 접근과 사운드를 일부 유지하고 있다. 이 음반에는 1968년 애니메이션 영화 《노란 잠수함》과 1969년 사운드트랙에 수록된 비틀즈의 〈It's All Too Much〉 커버 버전도 수록되어 있다. 타이틀 곡은 저니가 녹음한 곡 중 가장 긴 곡이다.
리듬 기타리스트 조지 티크너는 이 음반에 수록된 두 곡의 공동 작사, 작곡 후 밴드를 떠났으며, 이후 멤버는 그렉 롤리 (키보드, 리드 보컬), 닐 숀 (기타), 로스 발로리 (베이스), 앤슬리 던바 (드럼)로 구성되었다.

## 곡 목록
| #  | 제목                            | 작사·작곡                | 재생 시간 |
| -- | ------------------------------- | ------------------------ | --------- |
| 1. | 〈On a Saturday Nite〉          | 그렉 롤리                | 3:59      |
| 2. | 〈It's All Too Much〉           | 조지 해리슨              | 4:03      |
| 3. | 〈Anyway〉                      | 롤리                     | 4:11      |
| 4. | 〈She Makes Me (Feel Alright)〉 | 알렉스 캐시, 롤리, 닐 숀 | 3:12      |
| 5. | 〈You're on Your Own〉          | 롤리, 조지 티크너, 숀    | 5:35      |

| #  | 제목                     | 작사·작곡               | 재생 시간 |
| -- | ------------------------ | ----------------------- | --------- |
| 6. | 〈Look into the Future〉 | 다이앤 발로리, 롤리, 숀 | 8:10      |
| 7. | 〈Midnight Dreamer〉     | 롤리, 숀                | 5:13      |
| 8. | 〈I'm Gonna Leave You〉  | 롤리, 숀, 티크너        | 7:00      |